# Japanese Standards Association
Pour les articles homonymes, voir JSA.

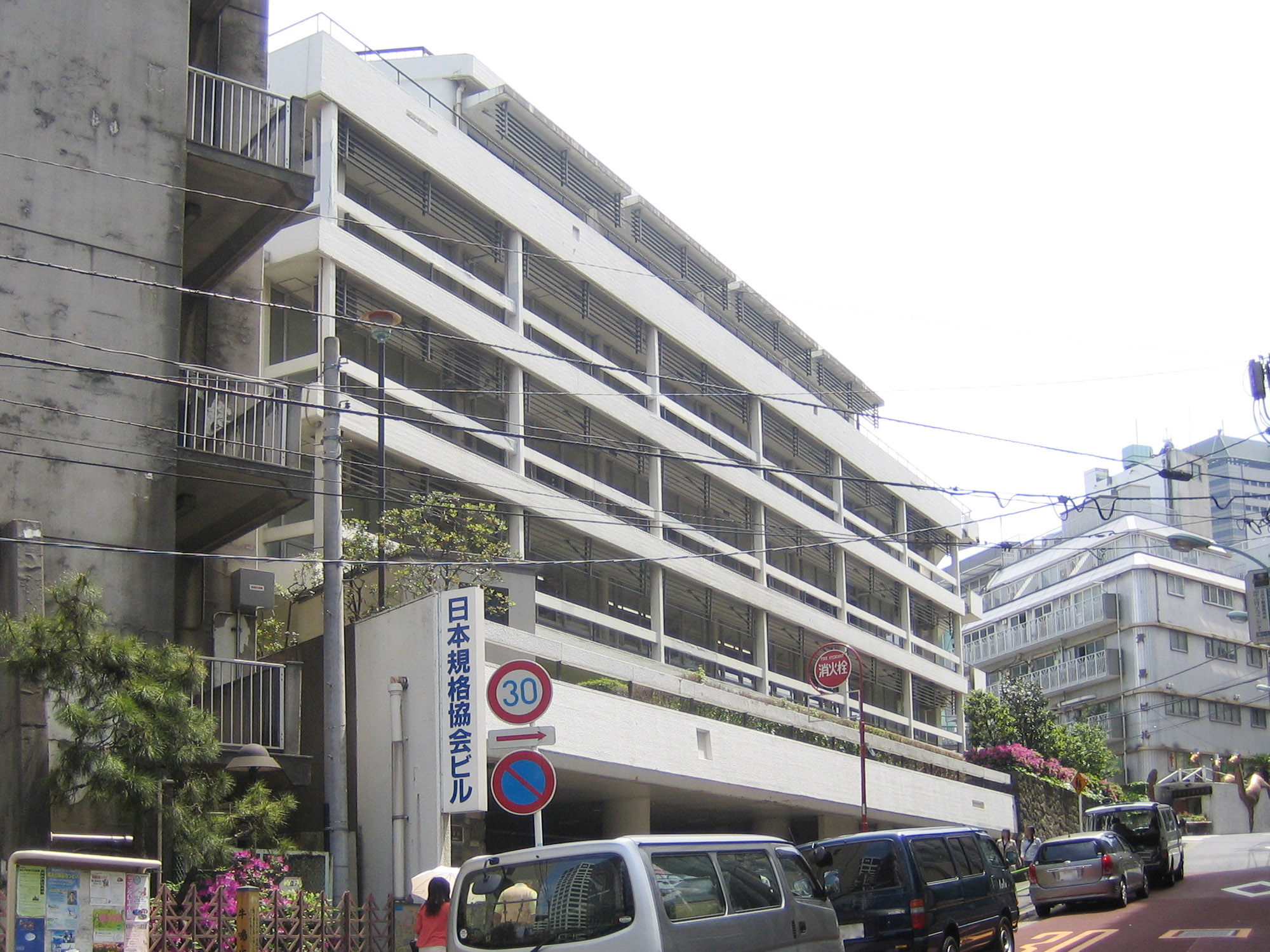
photo des locaux de l'organisme Japanesse Standards Association

La Japanese Standards Association (一般財団法人日本規格協会, Ippan-zaidanhōjin Nihon kikaku kyōkai, JSA) est un organisme de normalisation japonais.
JSA encourage la normalisation au Japon par le biais des activités suivantes :
- L'élaboration de normes nationales, les Japanese Industrial Standards.
- La soutien aux activités de normalisation internationale liées à l'ISO, à la CEI.
- La diffusion des normes[1]
- Le soutien au développement des ressources humaines dans le domaine de la normalisation et des systèmes de management.
- La réalisation d'examens de gestion de la qualité et de certifications de contrôle de la qualité.
- La promotion de l'évaluation de la conformité.